# Nikołaj Karakułow
Nikołaj Karakułow, ros. Николай Захарович Каракулов (ur. 7 kwietnia 1918, zm. 10 marca 1988) – rosyjski lekkoatleta reprezentujący w czasie swojej kariery Związek Socjalistycznych Republik Radzieckich, specjalizujący się w biegach sprinterskich, dwukrotny mistrz Europy, w biegu na 200 metrów (Oslo (1946)) oraz w sztafecie 4 × 100 metrów (Bruksela (1950)).

## Sukcesy sportowe
- Siedemnastokrotny mistrz Związku Radzieckiego w biegach na 100 m i 200 m oraz w sztafecie 4 × 100 m (w tym siedmiokrotnie z rzędu na dystansie 100 metrów w latach 1943–1949)

| Rok  | Miasto   | Zawody             | Konkurencja             | Wynik       |
| ---- | -------- | ------------------ | ----------------------- | ----------- |
| 1946 | Oslo     | mistrzostwa Europy | bieg na 200 metrów      | złoty medal |
| 1950 | Bruksela | mistrzostwa Europy | sztafeta 4 × 100 metrów | złoty medal |

## Rekordy życiowe
- bieg na 100 metrów – 10,4 – 1948
- bieg na 200 metrów – 21,6 – 1946